# Gemengde frankering

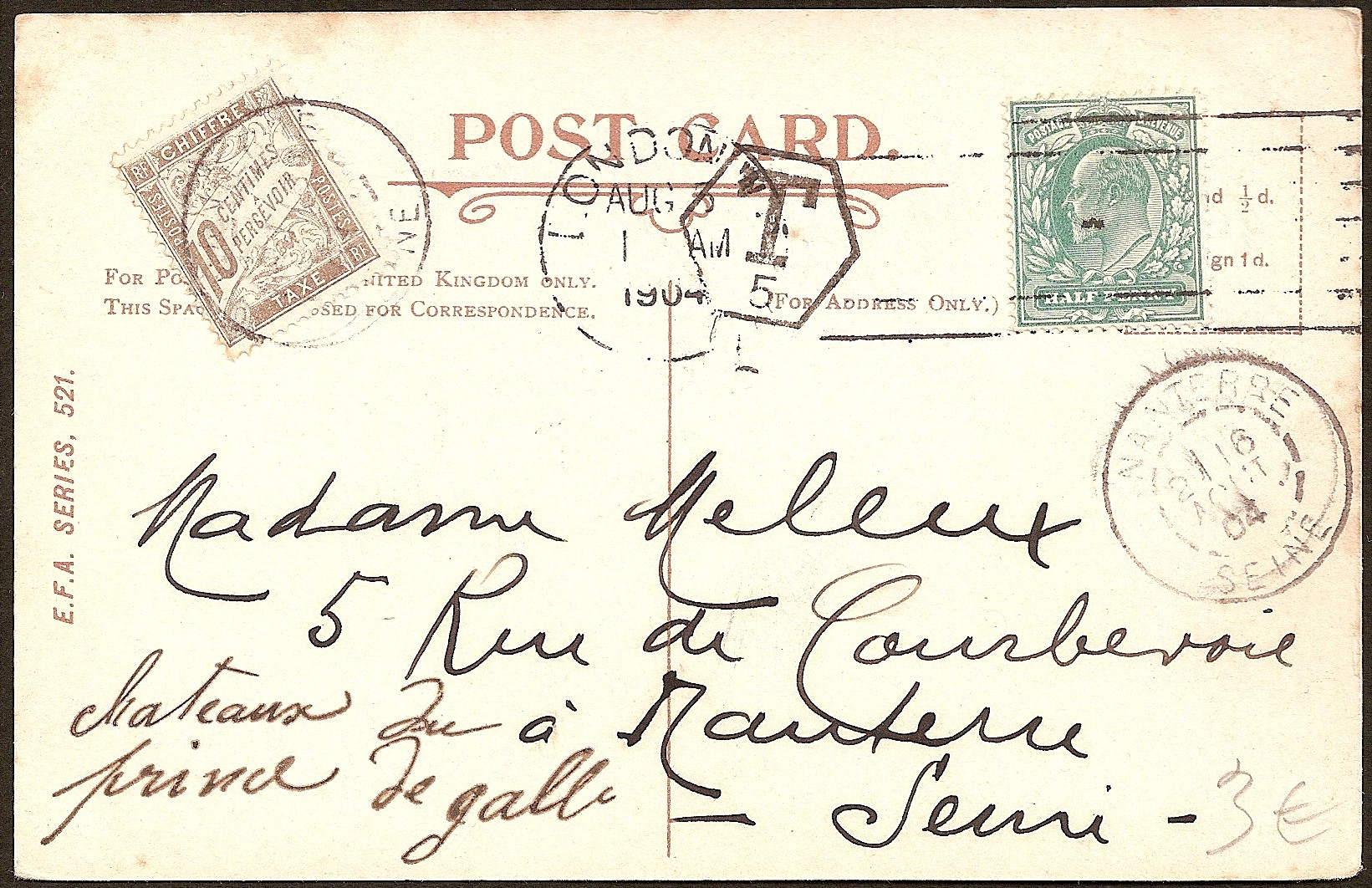
Een briefkaart met een Engelse frankering en Franse portzegel; het in Engeland geplaatste T-stempel vertelt de Franse post hoeveel strafport verschuldigd is

Gemengde frankering wordt in de eerste plaats gebruikt als het gaat om frankering van een poststuk met postzegels uit meer dan één land. Voor het tot stand komen van de Wereldpostunie in 1873 kon het noodzakelijk zijn om postzegels van verschillende landen te plakken om te betalen voor het postvervoer in die verschillende landen. 
Ook kan gemengde frankering ontstaan als de postzegels van het ene land frankeergeldig worden verklaard in een ander land.
- Bijvoorbeeld na de Anschluss waren ook de postzegels van Duitsland in Oostenrijk geldig.
- Op 1 oktober 1940 werden door de Duitse bezetter nieuwe postzegels in Luxemburg uitgegeven. De oude postzegels waren nog twee dagen geldig, zodat gedurende twee dagen gemengde frankering kan voorkomen. (Bron: Michel Katalog.)
- De kantonnale zegels waren vanaf 1 oktober 1849 in geheel Zwitserland geldig.
- In Nederlands-Nieuw-Guinea werden aanvankelijk Nederlandse portzegels gebruikt.

Andere mogelijkheden:
- Strafport op internationale brieven.

## Andere betekenissen
- Ook wordt wel gesproken van gemengde frankering als postzegels van voor en na de introductie van de euro op één poststuk zijn gecombineerd.
- In de klassieke filatelie betekent gemengde frankering dat een poststuk is gefrankeerd met postzegels van verschillende emissies.

andreaskruis · baarfrankering · brandkastzegel · cinderella · decemberzegel · dienstzegel · doorloper · dwangtoeslagzegel · eerste postzegelemissie · gelegenheidszegel · gemeenschappelijke postzegelemissie · gemengde frankering · gepersonaliseerde postzegel · kinderpostzegel · langlopende postzegel · luchtpostzegel · perfin · portzegel · postpakketzegel · postzegel met tab · postzegelboekje · spoorwegzegel · toeslagzegel · vertanding · voorafstempeling · zelfklevende postzegel · zomerpostzegel · zondagstrookje
Portaal · Categorie